# 未来からのエアメール
「未来からのエアメール」（みらいからのエアメール）は、丹下桜の11作目のシングルである。2000年2月4日、KONAMIより発売された。

## 概要
- 丹下のシングルとしては初めて12cm仕様のものが施行された。3曲入りで各曲のカラオケは収録されていない。
- 3曲共に丹下の作詞で、カップリングの「Release my heart」では作曲も担当した。
- かつては「未来からのエアメール」はベストアルバム『SAKURA』にベストリミックスとして収録されていただけで、シングル盤の楽曲・カップリングの「Release my heart」・「“おやすみなさい”をいう前に」はどのアルバムにも収録されていなかったため、全収録曲をアルバムで聴くことは出来ない楽曲の一つであったが、2011年6月に販売されたベストアルバム『丹下桜 パーフェクト・ベスト』で全曲シングル盤の音源が収録された事により、全曲アルバムで聴けるようになった。
- 丹下桜名義でのシングルは、今作が最後となる。ただし、アーティストBOOK『SAKURA』に、シングルCD「IN THE FUTURE」が封入されている。
- 初回限定盤はポケットカード封入。

## 収録曲
1. 未来からのエアメール [4:27]
作詞：丹下桜、作曲：相川夏生、編曲：吉田潔
TOKYO FMラジオ「氷上・丹下のトラチョコ・チャット」2000年2、3月オープニングテーマ
2. Release my heart [3:52]
作詞・作曲：丹下桜、編曲：福田裕彦
3. “おやすみなさい”をいう前に [4:38]
作詞：丹下桜、作曲・編曲：川上明彦